# Pelle Lindbergh
Per-Eric „Pelle“ Lindbergh (* 24. Mai 1959 in Stockholm; † 10. November 1985 in Stratford, New Jersey) war ein schwedischer Eishockeytorwart, der für die Philadelphia Flyers in der National Hockey League spielte.

## Karriere
Seinen ersten großen Auftritt hatte Pelle Lindbergh 1974 im TV-Puck Turnier, ein Junioreneishockey-Turnier, das im schwedischen Fernsehen übertragen wurde und wo Auswahlmannschaften der Regionen Schwedens gegeneinander antraten. Lindbergh trat für den Titelverteidiger Stockholm an und scheiterte schon in der ersten Runde. Am Turnier nahmen auch spätere NHL-Stars, wie beispielsweise Mats Näslund teil.
Im Jahr darauf lief es für die Auswahl aus Stockholm viel besser. Im Halbfinale besiegten sie Medelpad mit 5-1 und im Finale schlugen sie Gästrikland mit dem gleichen Ergebnis und gewannen das Turnier. Pelle Lindbergh wurde zum besten Torhüter des TV-Puck Turnier gewählt.
Ab 1975 spielte er in der schwedischen Nachwuchsliga für Hammarby IF. 1978 gewann er mit der schwedischen Nationalmannschaft Silber bei der Junioren-WM und im Jahr darauf Bronze. Zudem wurde er 1979 als bester Torhüter des Turniers geehrt.
Im selben Jahr bestritt er seine ersten Spiele in der Elitserien bei den Profis von AIK Solna. Seine guten Leistungen in der Liga und den internationalen Nachwuchsturnieren führten dazu, dass er im NHL Entry Draft 1979 von den Philadelphia Flyers in der zweiten Runde an Position 35 ausgewählt wurde – ausgerechnet von dem Team, für das jahrelang sein großes Vorbild Bernie Parent gespielt hatte. Er blieb aber noch ein weiteres Jahr in Schweden.
Das erste ganz große Highlight erwartete ihn bei den Olympischen Winterspielen 1980, als er mit der schwedischen Mannschaft die Bronzemedaille gewann. Kurze Zeit später erhielt er seinen ersten Vertrag bei den Philadelphia Flyers. Zusammen mit Landsmann und Freund Thomas Eriksson schloss er sich den Flyers an.
Im Trainingscamp konnte sich Lindbergh nicht für das NHL-Team qualifizieren und musste zu den Maine Mariners, dem Farmteam der Flyers in der AHL. Dort blühte er aber auf und erreichte mit der Mannschaft das Finale um die Meisterschaft, dem Calder Cup. Dort mussten sie zwar nach sechs Spielen mit dem Titel des Vize-Meisters vorliebnehmen, aber Pelle Lindbergh wurde für seine starken Leistungen belohnt. Er erhielt den Dudley „Red“ Garrett Memorial Award als bester Rookie, den Harry „Hap“ Holmes Memorial Award als bester Torhüter und den Les Cunningham Award als wertvollster Spieler der AHL.
Einen Teil der Saison 1981/82 absolvierte er bei den Flyers in der NHL und trainierte dort unter seinem großen Idol Bernie Parent, der mittlerweile Torwart-Trainer war. Am 31. Oktober 1981 gab er sein Debüt für die Flyers gegen die Buffalo Sabres, doch das Spiel endete mit einer Niederlage und für Per-Eric Lindbergh im Krankenhaus, da er während des Spiels zu wenig getrunken hatte. Daraufhin nahm er immer eine Wasserflasche mit aufs Eis, die er auf sein Tor legte. Das war damals noch nicht die Regel, ist heutzutage jedoch selbstverständlich. Es folgten noch sieben weitere Einsätze, für das Farmteam spielte er 25 Mal in der Saison.
Ab der Saison 1982/83 gehörte er zum festen Kader der Philadelphia Flyers und erhielt gleich seine erste Einladung zum NHL Allstar-Game. 1983/84 lief es nicht optimal für Lindbergh. Er brachte nicht die Leistung, die er selbst von sich erwartete und wurde für kurze Zeit sogar zu den Springfield Indians, dem neuen Farmteam der Flyers in der AHL geschickt, damit er Spielpraxis erhielt und nicht auf der Bank der Flyers sitzen musste.
Sein großes Jahr hatte Pelle Lindbergh 1984/85. Die Flyers bekamen mit Mike Keenan einen neuen Trainer, der sich für Lindbergh als Nummer 1 entschied. Er enttäuschte nicht und beendete die reguläre Saison mit 40 Siegen in 65 Spielen und führte die Flyers in die Playoffs. Dort kämpfte sich das Team von Runde zu Runde und stand schlussendlich im Finale um den Stanley Cup, wo sie auf Titelverteidiger Edmonton Oilers mit Superstar Wayne Gretzky trafen. Nach fünf Spielen mussten sich die Flyers geschlagen geben, doch die Saison fand noch einen sehr positiven Abschluss für Lindbergh, da er die Vezina Trophy als bester Torhüter der NHL erhielt. Er war der erste Europäer, der die Trophäe gewinnen konnte.
Zu Beginn der Saison 1985/86 waren die Flyers das stärkste Team und legten eine Serie von zehn Siegen in Folge hin. Am Abend des 9. November 1985 feiern die Spieler in der Kabine den guten Saisonstart mit ein paar Bier, da am kommenden Tag zum ersten Mal in der Saison trainingsfrei war. Seine Familie war zu Gast in Philadelphia und Lindbergh fuhr nach Hause um auszuschlafen, da sie am nächsten Tage zusammen nach Atlantic City fahren wollten. Als seine Familie im Bett war, riefen ein paar Mannschaftskameraden an, um noch ein bisschen zu feiern. Lindbergh fuhr nach Mitternacht mit seinem neuen Porsche zur Trainingshalle der Flyers, wo seine Teamkollegen warteten. Es wurde bis in die Morgenstunden gefeiert und um fünf Uhr machten sich die Spieler wieder auf dem Heimweg. Als Passagiere hatte er Edward Thomas Parvin und seine Freundin Kathy McNeal mitgenommen. Etwa um 5:40 Uhr verlor er die Kontrolle über seinen Wagen und schlug in eine Wand ein.
Er und seine beiden Mitfahrer wurden sofort ins John F. Kennedy Memorial Hospital nach Stratford eingeliefert. Wenige Stunden später wurde Pelle Lindbergh für hirntot erklärt. Man hatte bei ihm einen Alkoholwert von 1,7 Promille festgestellt. Parvin und McNeal überlebten.
Pelle Lindbergh wurde auf einem Friedhof im Süden von Stockholm beigesetzt.
Seit seinem Tod hat kein Spieler der Philadelphia Flyers die Nummer 31 von Pelle Lindbergh mehr getragen. Zu seinen Ehren haben die Philadelphia Flyers eine Trophäe mit dem Namen Pelle Lindbergh Memorial geschaffen, die jedes Jahr an den Spieler verliehen wird, der sich am meisten verbessert hat.

## Erfolge und Auszeichnungen
- 1979 Bronzemedaille bei der Weltmeisterschaft
- Vezina Trophy 1985
- NHL First Allstar-Team 1985
- NHL Allstar-Game 1983
- NHL All-Rookie-Team 1983
- Olympische Bronzemedaille 1980
- Les Cunningham Award 1981
- Harry „Hap“ Holmes Memorial Award 1981 (gemeinsam mit Robbie Moore)
- Dudley „Red“ Garrett Memorial Award 1981 (bester Rookie der AHL)
- AHL First All-Star Team 1981

## NHL-Statistik
GAA=Gegentordurchschnitt; W=Sieg; L=Niederlage; T=Unentschieden